# Valor extraordinari
Valor extraordinari (títol original: Uncommon Valor) és una pel·lícula d'acció i guerra de 1983, escrita per Joe Gayton i dirigida per Ted Kotcheff. És protagonitzada per Gene Hackman, Fred Ward, Reb Brown, Robert Stack, Michael Dudikoff i Patrick Swayze.Ha estat doblada al català.

## Argument
Narra la història d'un oficial de la Marina que forma un equip per intentar rescatar el seu fill, que està captiu a Laos després de la Guerra del Vietnam.

## Repartiment
- Gene Hackman - Coronel Jason Rhodes
- Patrick Swayze - Kevin Scott
- Fred Ward - Wilkes
- Reb Brown - Blaster
- Randall "Tex" Cobb - mariner
- Robert Stack - MacGregor
- Michael Dudikoff - Ajudant de Blaster
- Tim Thomerson - Charts
- Harold Sylvester - Johnson
- Kwan Hi Lim - Jiang

## Rebuda
El lloc web Rotten Tomatoes va determinar que tenia un 56% d'acceptació, mentre que en Metacritic té una mitjana de 38/100.
Gene Siskel i Roger Ebert de This Week at the Movies: The Movie Review Program li van donar a la pel·lícula un polze cap avall.